# 압력솥 폭탄

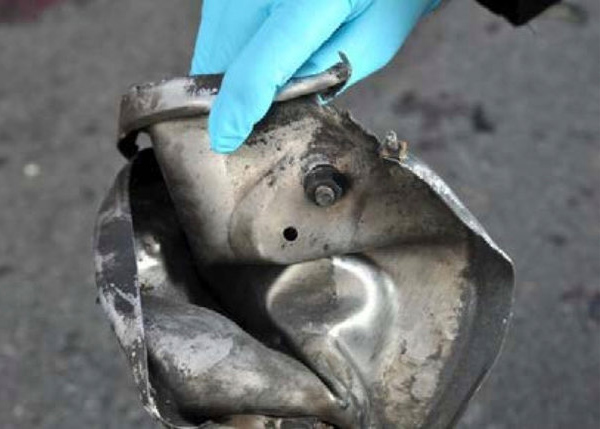
2013년 보스턴 마라톤 폭발 사건에 사용된 압력솥 폭탄

압력솥 폭탄(pressure cooker bomb)은  사제 폭탄의 일종으로, 압력솥 안에 폭발물을 장착하고 솥 위에 폭파용 뇌관을 설치하여 만든 급조 폭발물(IED)이다.
파이프 폭탄과 마찬가지로, 압력솥 자체의 압력 억제 기능으로 인해 소량의 폭발물로도 상대적으로 큰 폭발력을 발휘한다. 또한 압력솥 자체의 파편은 잠재적으로 치명적인 피해를 줄 수 있다.

## 개요

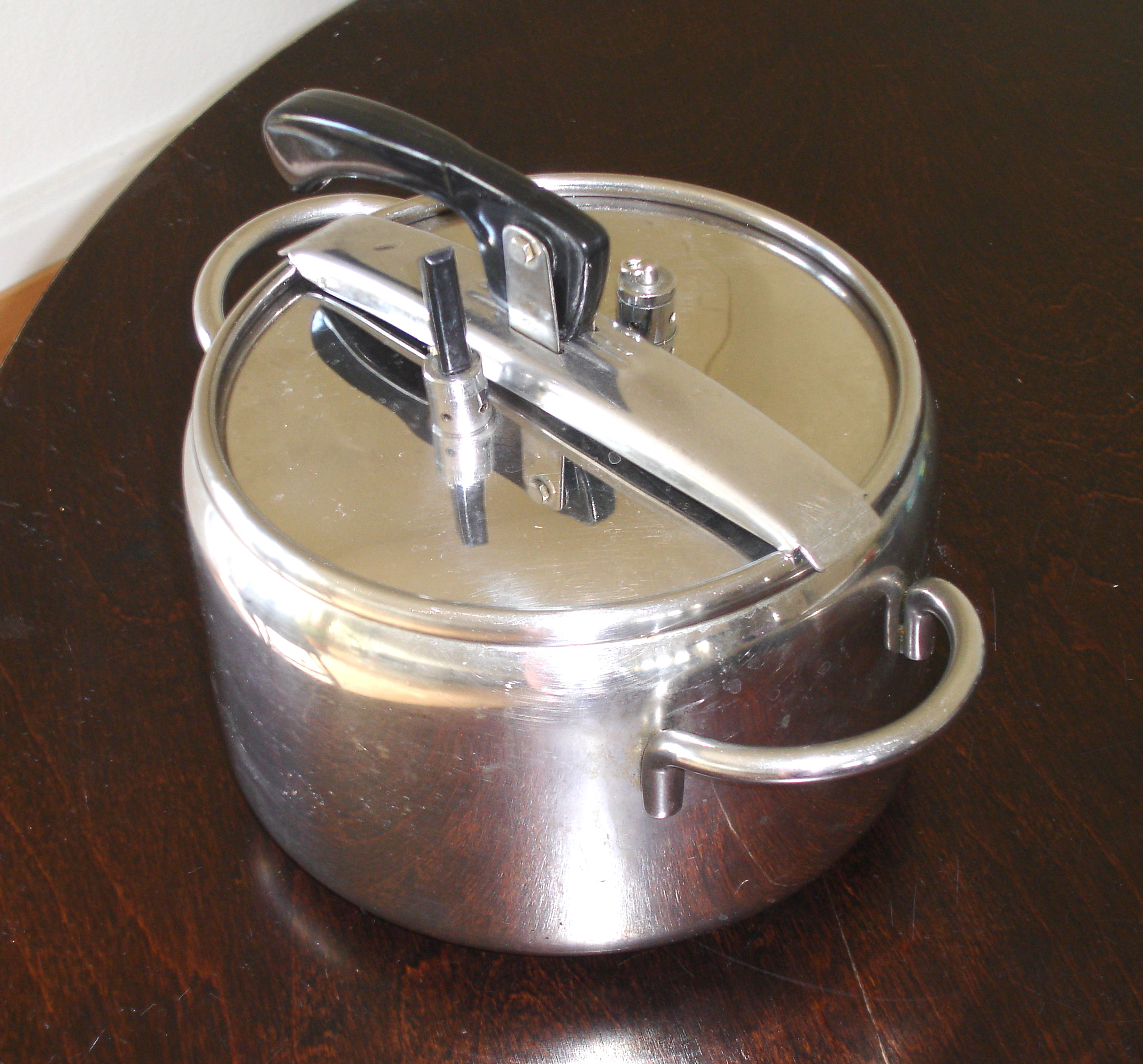
압력솥

압력솥 폭탄은 비교적 만들기가 쉬워서, 필요할 때 쉽게 제조해 사용할 수 있다. 압력솥 폭탄에 사용되는 폭약은 디지털 시계, 리모컨, 휴대 전화기나 무선 호출기 등 간단한 전자 장비로 원격 점화가 가능하다. 압력솥 폭탄의 폭발력은 압력솥의 크기나 폭발물의 양이나 종류에 따라 달라진다.

## 같이 보기
- 차량 폭탄
- 시한 폭탄